# Felsted (Dänemark)

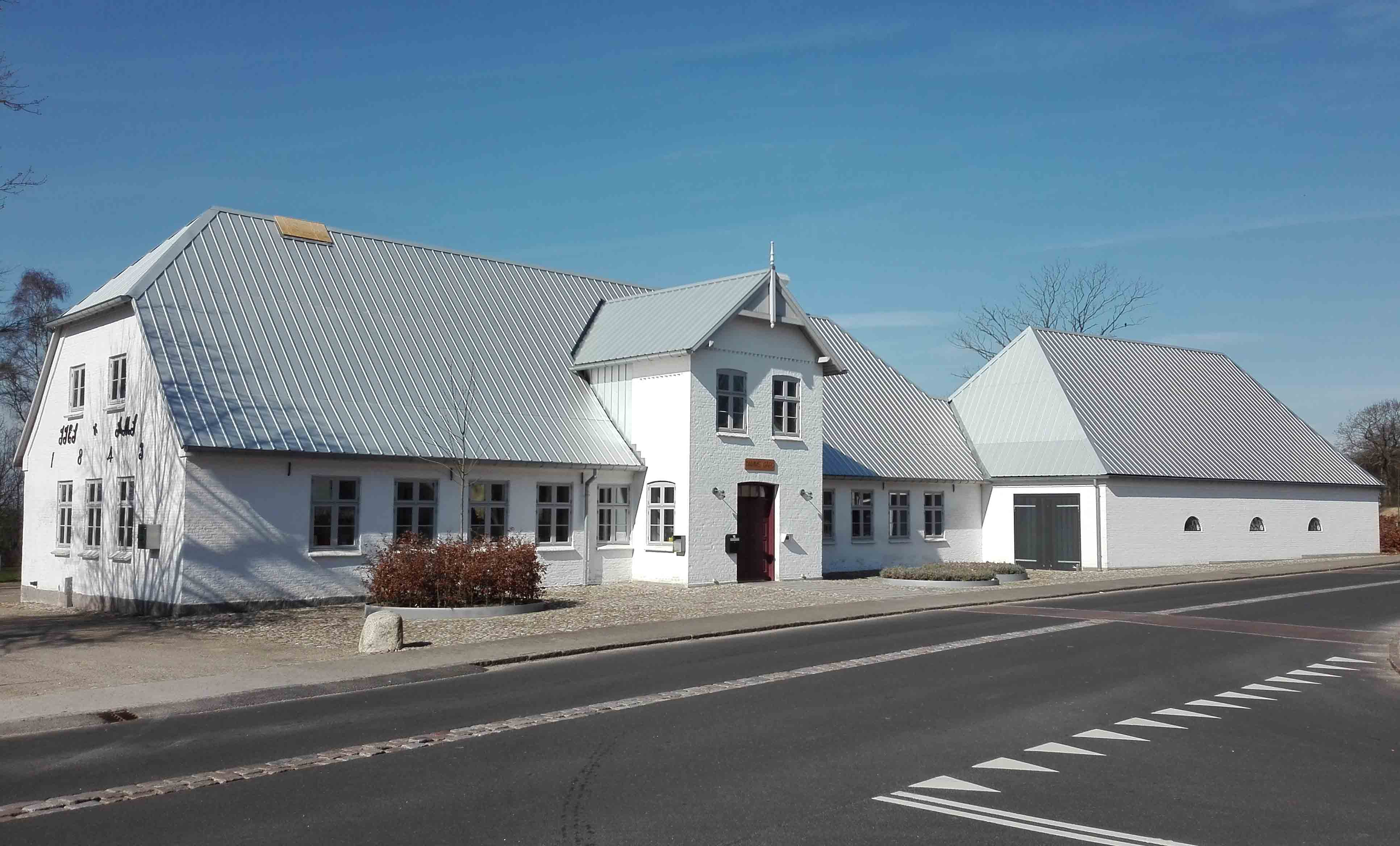
Gemeindezentrum Damms Gård in Felsted

Felsted ist ein dänischer Ort mit rund 1000 Einwohnern in der Aabenraa Kommune, Region Syddanmark.
Die Felsted Kirke bildet den Mittelpunkt von Felsted Sogn.
Von 1970 bis 2007 war Felsted Zentrum der Lundtoft Kommune, der auch Kliplev und Varnæs angehörten.

## Wirtschaft, Infrastruktur und Bildung
Wichtigste Verkehrsverbindung ist die Fernstraße von Aabenraa nach Sønderborg (deutsch Sonderburg), welche in nordwest-südöstlicher Richtung durch die Gemeinde führt. In Felsted zweigt von dieser eine lokal wichtige Straße nach Gråsten (deutsch Gravenstein) ab. Im Westen berührt die Straße von Flensburg nach Aabenraa die Gemeinde, die auf den drei genannten Straßen auch gute Busverbindungen mit den Nachbarstädten hat.
Einen Eisenbahnanschluss hat der Ort heute nicht mehr. Die Südstrecke der Aabenraa Amts Jernbaner mit Station in Felsted wurde bereits 1926 ersatzlos aufgegeben, als man auf den Ausbau der Landstraßen setzte. Der Bahnhof Lundtoft, der an der seit 1996 elektrifizierten Bahnstrecke Sønderborg–Tinglev liegt, wurde 1974 aufgelassen, so dass Kliplev und Gråsten heute die nächsten Stationen sind.
Die Gemeinde ist landwirtschaftlich geprägt, die Böden sind überwiegend sehr fruchtbar. Zudem gibt es einige Handwerksbetriebe, jedoch keine größeren Gewerbeansiedlungen. Einkaufsmöglichkeiten gibt es nur noch wenige, so dass die Bewohner meist in die größeren Nachbarorte ausweichen müssen.
In Felsted befinden sich die Schule Felsted Centralskole, eine deutsche Schule und ein deutscher Kindergarten. Die Kommunalbibliothek Aabenraa unterhält hier eine Zweigbücherei.

## Kultur und Sehenswürdigkeiten
Die turmlose romanische Dorfkirche wurde im 12. Jahrhundert errichtet. Das Pfarrhaus stammt aus dem 18. Jahrhundert.
Von den Höfen in der Gemeinde ist das frühere Adelsgut Skovbølgård (dt.: Schobüllgaard) das bemerkenswerteste Beispiel. Das Haupthaus wurde im frühen 18. Jahrhundert im sparsamen nordischen Barockstil gestaltet.
Eine Sage berichtet von Geschehnissen, die sich im 17. Jahrhundert auf der Burg Schobüllgaard zugetragen haben sollen. Auf der Burg soll einst im Eckturm eine Hexe in Ketten gelegen haben, die lebendig verbrannt werden sollte. Der Burgherr Jasper von Buchenwald saß mitten am Tag mit seinen Zechgenossen im Rittersaal und rühmte sich, er werde am nächsten Tage die schwarze Katrin nach Flensburg bringen und sie dort verbrennen lassen. Der Teufel werde ihn nicht daran hindern können. Bald darauf bemerkte der Hauslehrer in seinem Zimmer, das unter dem Kerker lag und das er zur Nacht mit fünf adligen Herren teilte, wie das Weib mit ihren Ketten durch den Schornstein fuhr, vom Teufel mit voller Wucht auf die Brücke geschleudert wurde und von dort weiter bis zum Land des Herrn von Alefeld zu Seegaard weiterflog, wo sie tot liegenblieb. Der Herr von Alefeld schrieb daher bald dem Herrn von Schobüllgaard, er möge doch das Aas von seinem Land wegschaffen. Doch der Herr von Schobüllgaard, schrieb zurück: „Hat dir der Teufel einen Braten gebracht, dann verzehre ihn allein.“ Daher blieb der Leichnam liegen, bis er von den Hunden und Vögeln gefressen wurde, da die beiden Herren sich nicht um den „Krimskrams“ des Teufels kümmern wollten.